# Bergbau in Köln
Der Bergbau in Köln fand im 19. Jahrhundert in kleinem Umfang auf rechtsrheinischen Gebiet statt. 

## Geschichte

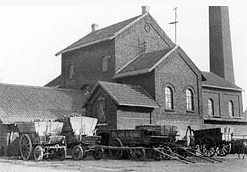
Zeche Neu-Deutz, um 1858, mit Fuhrwerken für den Transport der Klütten.

In Kalk wurde Mitte des 19. Jahrhunderts mit Probebohrungen ein Braunkohleflöz entdeckt und Wilhelm Eckardt, Gewerkschaft Neu-Deutz, eine Konzession zum Abbau erteilt. Kalk war bis 1910 eine selbstständige Stadt. Der Schacht entstand 1856 auf dem Gelände der Kalker Hauptstraße. Er musste schließlich aufgegeben werden, da permanent größere Mengen Wasser, von Osten kommend, in den mit einer Senkmauer niedergebrachten Schacht eindrangen. Christian Sünner betrieb nebenan seit 1855 die Sünner-Brauerei. Er erwarb 1858 Grundstück und Gebäude der Zeche für die Erweiterung seiner Brauerei und eröffnete das Restaurant „Zur Zeche“. Sünner kreierte 1906 die Biersorte Kölsch. Der Schacht dient bis heute der Wasserentnahme für die Bierherstellung. 
Unweit der Grube befand sich in Höhenberg die Zeche Germania. Auf dem Gelände des 1880 in Betrieb genommenen Hochofenwerks Germania wurde von der GAG zwischen 1920 und 1928 die Germaniasiedlung errichtet.
In der Universität zu Köln entstand 1932 unter dem Hauptgebäude der Barbarastollen als Schaubergwerk, um die Arbeitsbedingungen zu veranschaulichen. Er ist heute noch zugänglich.